# Álcool fenetílico
Álcool fenetílico ou 2-fenil-etanol é um álcool primário com a fórmula C6H5CH2CH2OH. Esse álcool é de consistência incolor e ocorre amplamente na natureza. Pode ser encontrado em uma variedade de óleos essenciais, incluindo essências oleaginosas de rosa, cravo, jacinto, pinheiro do Alepo, flor de laranjeira, ylang-ylang, pelargonium, flor de Bergamota e michelia.

## Obtenção
O álcool fenetílico pode ser obtido
- Pela acilação do etileno com o benzeno
- Hidrogenação do óxido de estireno com o Níquel Raney
- Redução do fenilacetato de sódio através de etanol
- Reação do brometo de fenilmagnésio e óxido de etileno com posterior hidrólise

## Características
O álcool fenetílico é um líquido  incolor com um cheiro de pétalas de rosa e mel e, quando degustado, proporciona leve queimação. A substância é sensível à luz e se decompõe quando exposto diretamente no ar. É pouco solúvel em água (2ml/100mL H2O), sendo mais solúvel em etanol e éter. O álcool fenetílico não deve ser ingerido, inalado e colocado diretamente na pele. Mesmo em pequenas quantidades, pode provocar grave irritação nos olhos, e em grandes quantidades, irritações no trato respiratório, doenças de pele, distúrbios no sistema nervoso central e no trato gastrintestinal.

## Uso
Como o álcool fenetílico está presente e boa parte das essências naturais de flores e frutos, e devido também a seu aroma, é uma matéria-prima importante na produção de perfumes com aromas de rosa ou com outras combinações florais e na formação de sabores artificiais.. Como ele é estável quando misturados a bases é ideal para a adição de fragrâncias e como conservantes em sabonetes, shampoos e condicionadores. Seus ésteres com menor concentração de ácidos graxos e éter alquil também são considerados valiosos perfumes e aomatizantes. Também é usado no tabaco como aditivo.
Ele também tem sua utilidade como fonte sintética de compostos orgânicos. O álcool fenetílico também tem propriedades antibacterianas, podendo ser usado como conservante, desinfetante e em anti-sepsia